# Механик Фолс (Мејн)
Механик Фолс (енгл. Mechanic Falls) насељено је место без административног статуса у америчкој савезној држави Мејн.

## Демографија
По попису из 2010. године број становника је 2.237, што је 213 (-8,7%) становника мање него 2000. године.
| Група             | 2000.         | 2010.         |
| Белци             | 2.371 (96,8%) | 2.161 (96,6%) |
| Афроамериканци    | 15 (0,6%)     | 8 (0,4%)      |
| Азијати           | 16 (0,7%)     | 7 (0,3%)      |
| Хиспаноамериканци | 14 (0,6%)     | 16 (0,7%)     |
| Укупно            | 2.450         | 2.237         |